# Platkopkoesimanse
De platkopkoesimanse (Crossarchus platycephalus) is een zoogdier uit de familie van de mangoesten (Herpestidae). De wetenschappelijke naam van de soort werd voor het eerst geldig gepubliceerd door Goldman in 1984.